# Марія Вудстоцька
Марія Вудстоцька (англ. Mary of Woodstock; 11/12 березня 1278, Вудсток — ймовірно, 29 травня 1332) — одна з дочок короля Англії Едуарда I і його першої дружини Елеонори Кастильської.

## Ранні роки
Марія народилась у Вудстоку і була шостою дочкою короля Едуарда I та Елеонори Кастильської. Її бабуся, Елеонора Прованська, ще до народження принцеси вирішила піти в монастир Еймсбері у Вілтширі, який на той час належав абатству Фонтевро. Вона воліла, щоб Марія та інша її внучка, Елеонора Бретонська, присвятили життя служінню Богу як бенедиктинки. Попри опір матері принцеси, Марію посвячено в День Вознесіння 1285 року в Еймсбері разом із тринадцятьма дочками англійської шляхти; кузина принцеси, Елеонора Бретонська, пішла в монастир за чотири роки до цього, а їхня бабуся — у червні 1286 року. Формально черницею Марія стала лише в грудні 1291 року, коли дівчинці виповнилося дванадцять років.
За розпорядженням батьків Марія протягом усього життя отримувала 100 фунтів на рік; вона також отримувала подвоєну квоту на одяг, особливе право на вино з винних крамниць та жила комфортно в особистих покоях. Король відвідував Марію та Елеонору в монастирі кілька разів: двічі у 1286 та 1289, а також у 1290 та 1291 роках. Елеонора Прованська померла 1291 року й очікувалося, що Марія перебереться у Фонтевро. Настоятелька Фонтевро написала Едуарду I з проханням дозволити Марії жити в її абатстві. Ймовірно, щоб запобігти потраплянню дочки до рук французів у разі війни, Едуард відмовив абатисі, і Марія залишилася в Еймсбері; при цьому король подвоїв річне утримання принцеси. 1292 року їй також надано право на вирубку в королівському лісі до сорока дубів на рік і отримання із Саутгемптона двадцяти бочок вина на рік.

## Представниця монастиря
Попри те, що Марія тепер була черницею, вона багато подорожувала як представниця монастиря. Відвідала брата Едуарда в 1293 році, регулярно відвідувала двір, зокрема 1297 року провела при дворі п'ять тижнів напередодні від'їзду її сестри Єлизавети до Голландії. На кінець XIII століття обіймала посаду намісниці та особистої помічниці абатиси з правом дозволяти перехід черниць між монастирями. 1302 року утримання 200 фунтів на рік замінено правом володіння декількома маєтками та боро у Вілтоні за умови, що вона залишиться в Англії. Проте, через азартні ігри, в яких вона брала участь під час перебування при дворі, в Марії накопичилися значні борги; 1305 року король Едуард I виділив дочці 200 фунтів для погашення боргів. Також їй передано в управління монастир Ґроув у Бедфордширі; принцеса керувала цим монастирем до самої смерті.
Марія не змогла здобути найвищу посаду в монастирі, тоді як Елеонора Бретонська стала 1304 року настоятелькою Фонтевро. 1303 року в Еймсбері зачитано папську буллу під назвою Periculoso, яка забороняла черницям покидати стіни обителі, що, однак, анітрохи не позначилося на принцесі. Вона здійснила численні паломництва, зокрема й у Кентербері, і так само відвідувала двір, супроводжувана двадцятьма чотирма кіньми, іноді беручи з собою інших черниць. На початку 1313 року перестала відвідувати двір, втративши представницьку посаду. 1317 року її брат, тепер король Едуард II, попросив Елеонору відновити Марію на посаді, але та відмовила. Проте Марія досягла відновлення через папський мандат, якому Елеонора не могла не підкоритися.

## Подальше життя
Попри явний конфлікт із Елеонорою Бретонською, Марія продовжувала жити у комфорті. 1316 року вона взяла більше 2 фунтів із коштів абатства і послала за рахунок монастиря клерка з особистими дорученнями в Лондон. Приблизно в цей же час домініканський чернець викладач Ніколас Тривет присвятив принцесі свою працю Les Cronicles qe frere N. Trevet escript a dame Marie, яку, ймовірно, доручила написати сама Марія. Задумана, як цікава історія світу, Хроніка стала важливим джерелом для кількох популярних творів того періоду. Крім того, кілька дворян, чиї дочки побажали прийняти чернечі обітниці, доручили їх Марії.
Померла, ймовірно, 1332 року і, ймовірно, похована в Еймсбері. Після її смерті Джон де Варенн, 7-й граф Суррей, спробував розлучитися з племінницею Марії Джоан , стверджуючи, що до шлюбу мав зв'язок із Марією. Якщо свідчення Джона були правдиві, його шлюб із Джоан було б визнано недійсним, але, попри папський мандат для розслідування, докладений до справи, істину так і не було розкрито, і шлюб із Джоан не розірвано.